# Drepanopus enslini
Drepanopus enslini är en mångfotingart som beskrevs av Karl Wilhelm Verhoeff 1930. Drepanopus enslini ingår i släktet Drepanopus och familjen Harpagophoridae. Inga underarter finns listade i Catalogue of Life.